# Limeulia
Limeulia là một chi bướm đêm thuộc phân họ Tortricinae của họ Tortricidae.

## Các loài
- Limeulia curiosa Razowski & Becker, 2000